# Susanne Heim
Susanne Heim (* 13. Dezember 1955 in Oldenburg in Holstein) ist eine deutsche Politikwissenschaftlerin und Historikerin mit den Themenschwerpunkten Nationalsozialismus, Holocaust, internationale Flüchtlings- sowie Bevölkerungspolitik. 

## Werdegang und Wirken
Susanne Heim wuchs in St. Annen in Holstein auf. Nach dem Abitur in Husum 1974 studierte sie von 1974 bis 1981 Politologie, Geschichte und Literaturwissenschaft in Hamburg und Berlin. 1981 machte sie ihr Diplom in Politologie an der Universität Hamburg. Als Examensarbeit legte die Enkelin eines der Führer der schleswig-holsteinischen Landvolkbewegung, Claus Heim, eine Untersuchung mit dem Titel Die Landvolkbewegung in Schleswig-Holstein 1928/29. Eine Analyse ihrer sozioökonomischen Entstehungsbedingungen vor. 
Von 1985 bis 1989 arbeitete sie als wissenschaftliche Mitarbeiterin am Hamburger Institut für Sozialforschung, wo sie sich mit dem Projekt „Täterbiographien im Nationalsozialismus“ befasste. 1991 wurde Heim am Otto-Suhr-Institut der Freien Universität Berlin mit einer von Wolf-Dieter Narr betreuten Arbeit über die deutsche Besatzungsherrschaft in Polen während des Zweiten Weltkriegs promoviert.
Von 1991 bis 1993 arbeitete Heim als Redakteurin beim Gen-ethischen Informationsdienstes in Berlin. Von 1996 bis 1997 war sie als Fellow am International Research Center for Holocaust Studies der Gedenkstätte Yad Vashem in Jerusalem in Israel tätig. 2002 habilitierte sie sich am Fachbereich Politik- und Sozialwissenschaft der FU Berlin. Im Jahr 2002 war sie als Charles Revson Fellow for Archival Research zu einem Forschungsaufenthalt am Holocaust Memorial Museum in Washington, D.C. in den USA. Von 1999 bis 2005 war Heim als wissenschaftliche Mitarbeiterin beziehungsweise seit 2004 als Leiterin am Forschungsprogramm „Geschichte der Kaiser-Wilhelm-Gesellschaft im Nationalsozialismus“ der Max-Planck-Gesellschaft beteiligt. Ihr Arbeitsschwerpunkt lag bei der „Lebensraum“-Forschung in Kaiser-Wilhelm-Instituten.
Seit 2005 ist sie Projektleiterin der wissenschaftlichen Edition „Die Verfolgung und Ermordung der europäischen Juden durch das nationalsozialistische Deutschland 1933–1945“, deren Herausgebergremium zurzeit angehören: der Klagenfurter Historiker Dieter Pohl, der Freiburger Historiker Ulrich Herbert, ferner Horst Möller, der ehemalige Direktor des Münchener Instituts für Zeitgeschichte, sowie der amtierende Direktor des IfZ, Andreas Wirsching, und Michael Hollmann, der Präsident des Deutschen Bundesarchivs. In der auf 16 Bände angelegten Quellenedition zur Verfolgung der Juden in Deutschland während der Zeit des Nationalsozialismus sollen private Stimmen ebenso dokumentiert werden wie auch staatliche und parteidienstliche Stellen sowie Verfolgte oder Augenzeugen. Das Langzeitprojekt wird nach Presseberichten von der Deutschen Forschungsgemeinschaft (DFG) mit rund 250.000 Euro pro Band finanziert und ist damit derzeit das aufwendigste geisteswissenschaftliche Projekt der DFG.
Im Wintersemester 2009/10 hatte Heim eine Gastprofessur an der Universität Wien inne. Sie ist seit 2010 Mitglied des Internationalen Wissenschaftlichen Beirats des Wiener Wiesenthal Instituts für Holocaust-Studien (VWI).
Seit vielen Jahren lebt sie mit Thomas Schmid zusammen, einem Auslandsreporter für die Berliner Zeitung.

## Schriften (Auswahl)

### Monografien
- Mit Ulrich Dillmann: Fluchtpunkt Karibik. Jüdische Emigranten in der Dominikanischen Republik. Ch. Links Verlag, Berlin 2009, ISBN 978-3-86153-551-5.
- Kalorien, Kautschuk, Karrieren. Pflanzenzüchtung und landwirtschaftliche Forschung in Kaiser-Wilhelm-Instituten 1933 bis 1945 (= Geschichte der Kaiser-Wilhelm-Gesellschaft im Nationalsozialismus, Band 5). Wallstein Verlag, Göttingen 2003, ISBN 3-89244-696-2.
- Mit Götz Aly: Vordenker der Vernichtung. Auschwitz und die deutschen Pläne für eine neue europäische Ordnung. Durchgesehene Ausgabe, Fischer-Taschenbuch-Verlag, Frankfurt am Main 1993, ISBN 3-596-11268-0 (Lizenzausgabe des Hoffmann-und-Campe-Verlags, Hamburg 1991); erweiterte Neuausgabe Fischer Taschenbuch, Frankfurt/Main 2013, ISBN 978-3-596-19510-7.
- Mit Götz Aly: Architects of Annihilation. Auschwitz and the Logic of Destruction. Weidenfeld and Nicolson, London 2002, ISBN 0-297-84278-1.
- Gibt es eine Ökonomie der „Endlösung“? Wirtschaftsrationalisierung und Vernichtungspolitik im besetzten Polen 1939 bis 1945. Freie Universität, Dissertation, Berlin 1991.

### Herausgeberschaften
- Mit Carola Sachse, Mark Walker: The Kaiser Wilhelm Society under National Socialism. Cambridge University Press, New York City 2009, ISBN 978-0-521-87906-4.
- Autarkie und Ostexpansion. Pflanzenzucht und Agrarforschung im Nationalsozialismus (= Geschichte der Kaiser-Wilhelm-Gesellschaft im Nationalsozialismus, Band 2). Wallstein Verlag, Göttingen 2002, ISBN 3-89244-496-X.
- Mit Ulrike Schaz: Berechnung und Beschwörung. Überbevölkerung – Kritik einer Debatte. Verlag der Buchläden Schwarze Risse/Rote Straße, Berlin 1996, ISBN 3-924737-33-9.

### Bearbeitungen
- Eliyahu Yones: Die Straße nach Lemberg. Zwangsarbeit und Widerstand in Ostgalizien 1941–1944. Übersetzt aus dem Hebräischen übersetzt im Auftrag der Zentralen Stelle der Landesjustizverwaltungen zur Verfolgung der NS-Verbrechen, Ludwigsburg. Fischer Taschenbuch Verlag, Frankfurt am Main 1999.
- Deutsches Reich: 1938 – August 1939 (= Die Verfolgung und Ermordung der europäischen Juden durch das nationalsozialistische Deutschland 1933–1945. Band 2). R. Oldenbourg Verlag, München 2009, ISBN 978-3-486-58523-0.